# Landdag van Neder-Oostenrijk
De Landdag van Neder-Oostenrijk (Duits: Landtag von Niederösterreich) is het parlement van de Oostenrijkse deelstaat Neder-Oostenrijk. De Landdag werd in 1861 opgericht als wetgevende macht van het kroonland Neder-Oostenrijk door het verlenen van het zogenaamde Februarpatent door keizer Frans Jozef I.
De Landdag telt tegenwoordig 56 afgevaardigden die om de vijf jaar worden gekozen. Als parlement heeft de Landdag wetgevende macht en kiest zowel de regering van de deelstaat als de gouverneur (Landeshauptmann). Ook kiezen de afgevaardigden een voorzitter uit hun midden. Sinds 1945 is de christendemocratische ÖVP steevast de grootste partij in de Landdag van Neder-Oostenrijk geweest. 

## Huidige samenstelling (2023–2028)
De recentste Landdagverkiezingen vonden op 29 januari 2023 plaats. De ÖVP behaalde haar slechtste resultaat ooit, maar bleef desondanks de grootste partij. De regeringscoalitie met de FPÖ en de SPÖ, die sinds 2018 aan de macht was, werd voortgezet.
| Partij | Partij | Partij                                                                | %     | Zetels | Verschil |
| ------ | ------ | --------------------------------------------------------------------- | ----- | ------ | -------- |
|        |        | Österreichische Volkspartei (ÖVP) Volkspartei Niederösterreich (VPNÖ) | 39,9% | 23     | 6        |
|        |        | Freiheitliche Partei Österreichs (FPÖ)                                | 24,2% | 14     | 6        |
|        |        | Sozialdemokratische Partei Österreichs (SPÖ)                          | 20,7% | 12     | 1        |
|        |        | Die Grünen - Die Grüne Alternative (GRÜNE)                            | 7,6%  | 4      | 1        |
|        |        | Das Neue Österreich (NEOS)                                            | 6,7%  | 3      | 0        |
|        |        | Overige partijen                                                      | 0,9%  | 0      | 0        |
| Totaal | Totaal |                                                                       | 100%  | 56     |          |

## Parlementsgebouw
De Landdag van Neder-Oostenrijk zetelt in het Landhaus in de hoofdstad van de deelstaat, Sankt Pölten. Het Landhaus kwam in 1997 gereed. Voordien zetelde het parlement in het Palais Niederösterreich in Innere Stadt (Wenen). In 1986 werd Sankt Pölten de nieuwe hoofdstad van Neder-Oostenrijk, waarna men besloot tot de bouw van een nieuw Landhaus.

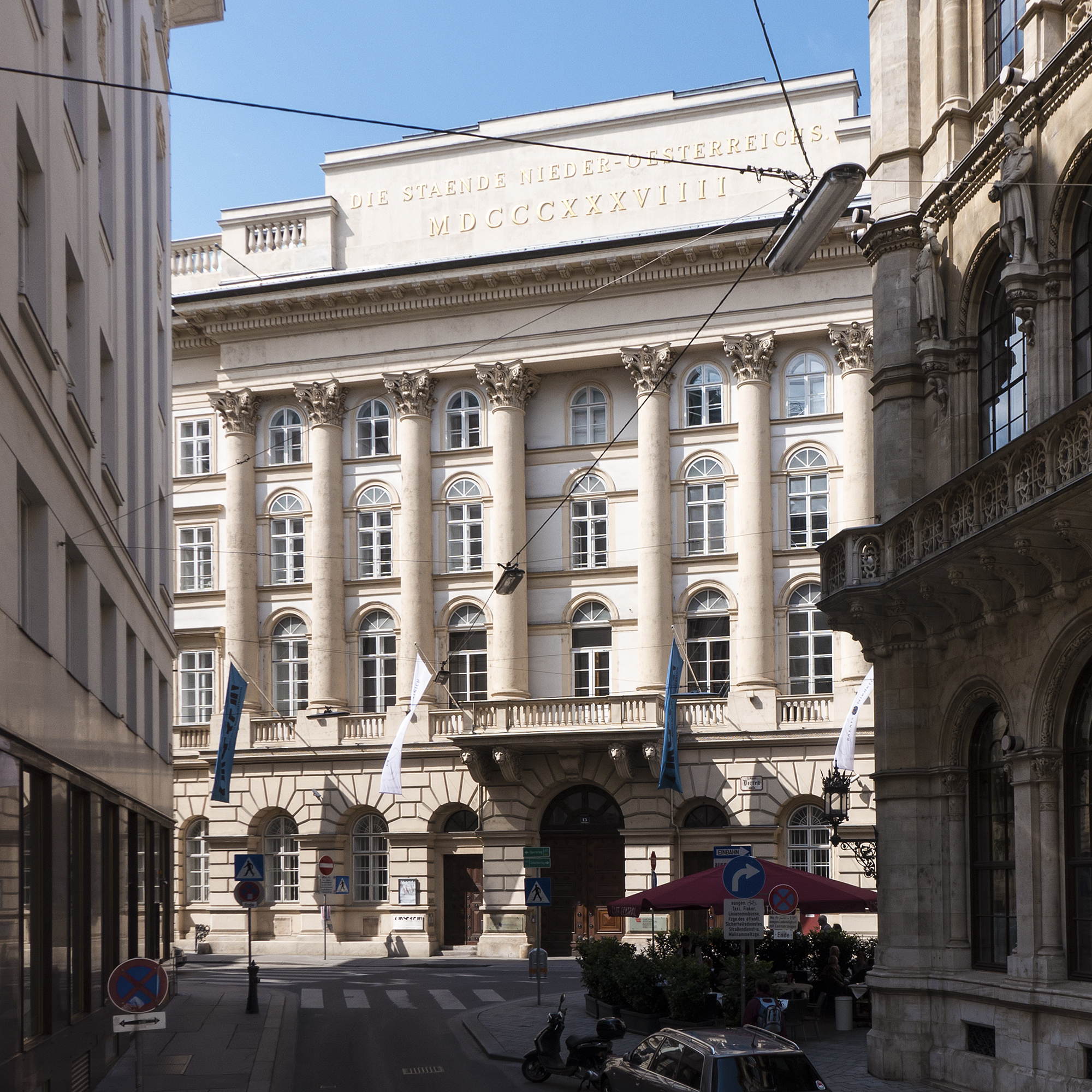
Het neoclassicistische Landhaus van Neder-Oostenrijk in Innere Stadt (Wenen)